# Октава Пасхи
Окта́ва Па́схи — в литургическом календаре Католической церкви период, объединяющий Пасхальное воскресение и следующую за ним Пасхальную неделю, либо последний день этого периода — Фомино воскресенье. Октава (лат. octava — восьмая, от лат. octo, восемь), в богослужении — особый восьмидневный период, отсчитываемый со дня того или иного большого праздника.
Каждый из дней пасхальной октавы имеет высший литургический статус торжества. Облачение священников во время совершения литургии — белое, и потому в некоторых странах Октава Пасхи называется также Белой неделей. Октава Пасхи — начальный период пятидесятидневного Пасхального времени.
Заканчивается Октава Пасхи в следующее воскресенье за праздником Пасхи, в византийском обряде называемом Антипасха, в традиции некоторых народов — Белое воскресенье (напр. нем. Weißer Sonntag) или Фомино воскресенье. Иногда «Октавой Пасхи» называется лишь это заключительное воскресенье. Дополнительно в этот день отмечается праздник Божественного Милосердия, учреждённый папой Иоанном Павлом II 30 апреля 2000 года. Во многих католических приходах в течение девяти дней от Страстной пятницы до субботы Пасхальной недели совершается новенна Божьему милосердию.